# U-4711
U-4711 – niemiecki okręt podwodny (U-Boot) przybrzeżnego typu XXIII z okresu II wojny światowej. Okręt wszedł do służby w marcu 1945 roku.

## Historia
Położenie stępki nastąpiło 1 grudnia 1944 roku w stoczni  F. Krupp Germaniawerft w Kilonii; wodowanie 21 lutego 1945. Okręt wszedł do służby 21 marca 1945 roku.
Wcielony do 5. Flotylli U-Bootów celem treningu i zgrania załogi. Nie odbył żadnego rejsu bojowego.
Zatopiony 4 maja 1945 roku przez własna załogę na terenie stoczni Germaniawerft w Kilonii w ramach operacji Regenbogen.
Dowódcą U-4711 był porucznik Siegfried Endler.